# Carlos Lillo
Carlos Lillo, auch Carlos Segundo Otárola (* 12. Oktober 1915 in Recoleta; † 14. Oktober 1964 in Santiago de Chile) war ein chilenischer Boxer.

## Werdegang
Carlos Lillo nahm an den Olympischen Sommerspielen 1936 in Berlin teil. Im Leichtgewichtsturnier trat er in der ersten Runde gegen Thomas Hamilton-Brown aus Südafrika an. Die Kampfrichter erklärten zunächst Lillo zum Sieger. Jedoch änderte einer der Richter seine Wertung, was bedeutete, dass Hamilton-Brown zum Sieger erklärt wurde. Jedoch hatte dieser aus Frust über seine vermeintliche Niederlage viel gegessen und überschritt dadurch das zulässige Kampfgewicht in der Leichtgewichtsklasse. Infolgedessen wurde er disqualifiziert und Lillo zog ins Achtelfinale ein. Dort besiegte er den Ägypter Kosta Hakim, ehe er gegen Nikolai Stepulov aus Estland im Viertelfinale ausschied.